# Позара (Маса-Карара)
Позара је насеље у Италији у округу Маса-Карара, региону Тоскана.
Према процени из 2011. у насељу је живело 118 становника. Насеље се налази на надморској висини од 214 м.